# Olivier Adam (Schriftsteller)

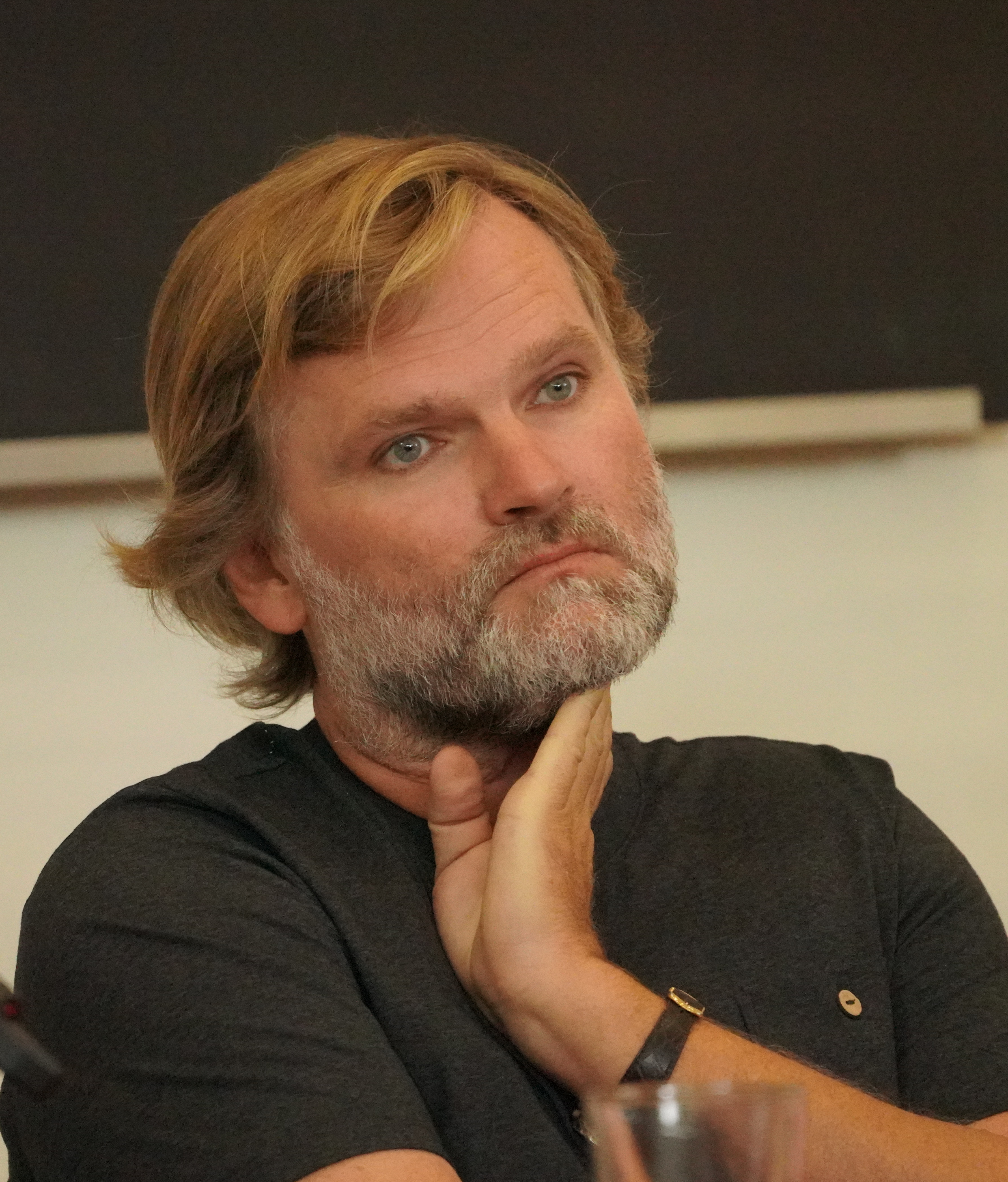
Olivier Adam (2022)

Olivier Adam (* 12. Juli 1974 in Draveil bei Paris) ist ein französischer Schriftsteller und Drehbuchautor.

## Leben
Olivier Adam veröffentlichte 1999 seinen ersten Roman Je vais bien, ne t'en fais pas (deutsch: Keine Sorge, mir geht´s gut), der 2006 von Philippe Lioret unter demselben Titel verfilmt wurde. Seither gab Adam eine Reihe zeitgenössischer französischer Literatur heraus und veröffentlichte drei Jugendbücher, zahlreiche Romane und den Erzählband Passer l’hiver, der mit dem Prix Goncourt de la Nouvelle ausgezeichnet wurde.
Kritiker bescheinigen Adam, er habe mit seinem „schlichten, sachlichen aber prägnanten Schreibstil und seiner thematischen Vorliebe für die einfachen, am Rande der Gesellschaft stehenden oder emotional stark beeinträchtigten Menschen“ in den vergangenen Jahren das Bild der französischen Gegenwartsliteratur „stark und nachhaltig geprägt“.
Für das Drehbuch des Films Je vais bien, ne t'en fais pas erhielt Adam zusammen mit seinem Co-Autor Lioret einen Étoile d’Or als „bester Drehbuchautor“. Auch bei Liorets Film Welcome, der 2009 in die Kinos kam, schrieb er am Drehbuch mit.
In seinem jüngsten Roman „Die Summe aller Möglichkeiten“ geht Adam den lose verbundenen Schicksalen von Menschen nach, die an der Côte d’Azur, einem Sehnsuchtsort leben, aber selbst jegliche Hoffnungen und Träume verloren haben. Der Roman wurde für seine „klare und schöne Sprache“ gelobt, mit der er von tiefer Trauer und hoffnungsvollen Neuanfängen erzählt.
Adam lebt in Paris, ist verheiratet und hat eine Tochter und einen Sohn.

## Werke
- Keine Sorge, mir geht´s gut! (Je vais bien, ne t'en fais pas, 2000) SchirmerGraf, München 2007 ISBN 978-3-86555-040-8
- Leichtgewicht. (Poids léger, 2003) SchirmerGraf, München 2005 ISBN 978-3-86555-022-4
- Am Ende des Winters. (Passer l’hiver, 2004) SchirmerGraf, München 2004 ISBN 978-3-86555-051-4
- Klippen. (Falaises, 2005) SchirmerGraf, München 2008 ISBN 978-3-86555-051-4
- Mein Herz und deine Seele. (Comme les doigts de la main, 2005) Fischer, Frankfurt 2007 ISBN 978-3-596-80674-4
- Nichts was uns schützt. (À l'abri de rien, 2007) Klett-Cotta, Stuttgart 2009 ISBN 978-3-608-93606-3
- Gegenwinde. (Des vents contraires, 2009) Klett-Cotta, Stuttgart 2011 ISBN 978-3-608-93887-6
- Le cœur régulier. Éditions de l’Olivier, Paris 2010 ISBN 978-2-87929-746-0 (nur frz.).
- Kyoto Limited Express. Éditions de l’Olivier, Paris 2010 ISBN 978-2-7578-1591-5 (nur frz.).
- An den Rändern der Welt. (Les lisières, 2013) Klett-Cotta, Stuttgart 2015 ISBN 978-3-608-98004-2
- Die Summe aller Möglichkeiten. (Peine Perdue, 2017) Klett-Cotta, Stuttgart 2017 ISBN 978-3-608-98033-2